# MSC Megamax-24
Als MSC Megamax-24, MSC-22.000-TEU-Klasse, beziehungsweise MSC-23.000-TEU-Klasse wird eine Baureihe von Containerschiffen der Mediterranean Shipping Company (MSC) bezeichnet. Die elf in Auftrag gegebenen Schiffe wurden von 2019 bis 2020 abgeliefert und sind die derzeit größten Containerschiffe weltweit (Stand 2019).

## Geschichte
Die Baureihe wurde im September 2017 in Auftrag gegeben. Der Bauauftrag ist zwischen zwei südkoreanischen Werften aufgeteilt: Samsung Heavy Industries liefert sechs der Schiffe zum reduzierten Stückpreis von 138 Millionen US-Dollar, während Daewoo Shipbuilding & Marine Engineering fünf Einheiten baut. Betreiber der Baureihe ist die in Genf ansässige Mediterranean Shipping Company (MSC). Die Schiffe werden im Liniendienst zwischen Europa und Ostasien eingesetzt.

## Technik
Die bei DNV klassifizierten Schiffe zählen zur Gruppe der ULCS-Containerschiffe. Der Entwurf gründet wesentlich auf den Erfahrungen mit der Olympic-Serie. Wie die Einheiten der Triple-E-Klasse (399,00 m Länge über alles) und einige vergleichbare Schiffsserien dieses größten Containerschiffssegments sind sie rund 400 Meter lang, aber um etwa 2,50 Meter breiter, um querschiffs eine zusätzliche 24. Reihe (längs orientierter) Container stauen zu können und so auf die größere Anzahl an Container-Stellplätzen zu kommen.
Das Deckshaus ist wie bei den meisten ULCV-Serien relativ weit vorne angeordnet, was einen verbesserten Sichtstrahl und somit eine höhere vordere Decksbeladung ermöglicht. Die Bunkertanks sind unterhalb des Aufbaus angeordnet; sie erfüllen die einschlägigen MARPOL-Vorschriften. Die Laderäume der Schiffe werden mit Pontonlukendeckeln verschlossen. Die maximale Containerkapazität wurde zunächst mit 22.000 TEU angegeben; die Einheiten wurden jedoch nach Einschätzungen des Fachmediums Alphaliner mit etwa 23.500 TEU gebaut. MSC gibt die Containerkapazität mit 23.756 TEU an. Es sind 2024 Anschlüsse für Integral-Kühlcontainer vorhanden.
Als Antrieb der Schiffe dient ein Zweitakt-Dieselmotor des Typs MAN B&W 11G95ME-C9.5, der auf einen Festpropeller wirkt. Dieser Motor ist ein Elfzylinderreihenmotor mit einem Gesamthubraum von knapp 27 m3. Seine Nennleistung von 75.570 kW wird bei einem Mitteldruck von 2,1 MPa und einer Drehzahl von 80 min−1 erreicht, was einem Drehmoment von etwas mehr als 9020 kN·m entspricht. Bei einer Drehzahl von 70 min−1 und geringerer Last beträgt die Leistung 49.720 kW. Alle zwölf Stunden darf für maximal eine Stunde eine Spitzenleistung von rund 83 MW eingestellt werden (Überlastbetrieb). Rechnerisch wird bei 50 % Last der geringste Kraftstoffverbrauch von 158,5 g/(kWh) erreicht; bei Volllast (größtmögliches Drehmoment) beträgt der Verbrauch 166 g/(kWh). Die Hauptmotoren für die bei Samsung zu bauenden Schiffe werden von Hyundai Heavy Industries in MAN-Lizenz hergestellt, während Doosan Engine die Hauptmotoren für die bei DSME zu bauenden Einheiten baut. Die Energieversorgung an Bord wird durch jeweils drei Hilfsdiesel des Typs MAN 9L32/40 sowie zwei des Typs MAN 6L32/40 sichergestellt. Die Generatoren kommen von STX Engine in Korea. Die Motoren sind mit Partikelfiltern ausgerüstet. Die jeweils 110 Tonnen schweren Propeller werden von Mecklenburger Metallguss in Waren an der Müritz zugeliefert, es sind die größten jemals gebauten Schiffspropeller. Zur Energieeinsparung werden die Einheiten mit einer Luftschmierung für Schiffe ausgerüstet. Die Schiffe sind als erste Containerschiffe mit Feuerlöschmonitoren ausgestattet, die auf dem Deckshaus und dem Schornstein angebracht sind. Sie sollen im Falle eines Feuers in den an Deck stehenden Containern durch Kühlung bei der Brandbekämpfung helfen und ein Ausbreiten des Feuers verlangsamen oder stoppen.

## Die Schiffe
| Bauname      | Bauwerft/ Baunummer | IMO- Nummer | Kiellegung Stapellauf Ablieferung                   | Auftraggeber                               | Umbenennungen und Verbleib |
| ------------ | ------------------- | ----------- | --------------------------------------------------- | ------------------------------------------ | -------------------------- |
| MSC Gülsün   | Samsung 2248        | 9839430     | 24. Dezember 2015 9. März 2019 4. Juli 2019         | MSC, Genf Sea 60 Leasing Co., Hongkong     | so in Fahrt                |
| MSC Mina     | DSME 4313           | 9839260     | 16. Dezember 2015 13. April 2019 18. Juli 2019      | MSC, Genf                                  | so in Fahrt                |
| MSC Samar    | Samsung 2249        | 9839442     | 29. Dezember 2015 13. April 2019 31. Juli 2019      | MSC, Genf Sea 61 Leasing Co., Hongkong     | so in Fahrt                |
| MSC Isabella | DSME 4314           | 9839272     | 18. Dezember 2015 27. April 2019 19. August 2019    | MSC                                        | so in Fahrt                |
| MSC Arina    | DSME 4315           | 9839284     | 21. Dezember 2015 25. Mai 2019 11. September 2019   | MSC                                        | so in Fahrt                |
| MSC Leni     | Samsung 2250        | 9839454     | 28. Dezember 2015 1. Juni 2019 11. September 2019   | MSC, Genf Sea 62 Leasing Co., Hongkong     | so in Fahrt                |
| MSC Nela     | DSME 4316           | 9839296     | 23. Dezember 2015 29. Juni 2019 24. Oktober 2019    | MSC                                        | so in Fahrt                |
| MSC Mia      | Samsung 2251        | 9839466     | 29. Dezember 2015 13. Juli 2019 6. November 2019    | MSC, Genf Sea 63 Leasing Co., Hongkong     | so in Fahrt                |
| MSC Sixin    | DSME 4317           | 9839301     | 29. Dezember 2015 17. August 2019 27. November 2019 | MSC                                        | so in Fahrt                |
| MSC Febe     | Samsung 2252        | 9839478     | 29. Dezember 2015 31. August 2019 12. Dezember 2019 | Doun Kisen KK, Imabari Mi-Das Line, Panama | so in Fahrt                |
| MSC Ambra    | Samsung 2253        | 9839480     | 22. Dezember 2015 14. Oktober 2019 20. Januar 2020  | Doun Kisen KK, Imabari Mi-Das Line, Panama | so in Fahrt                |

(Daten: Equasis, new-ships.com)